# ウキヨノカゼ
ウキヨノカゼ（英:Ukiyono Kaze、2010年3月30日 - ）は、日本の競走馬、繁殖牝馬。主な勝ち鞍は2013年のクイーンカップ（GIII）、2015年のキーンランドカップ（GIII）、2017年の福島牝馬ステークス（GIII）。
馬名の由来は、「浮世の風（思うままにならない世の中の風潮）」。

## 経歴

### 出生の背景
母のアドマイヤダッシュは現役時代、新馬戦で9馬身差離して勝利するなど、7戦1勝という成績を残し、競走馬を引退、スマイルファームにて繁殖牝馬となった。初年度はディープインパクトの全弟であるオンファイアが種付けられ牡馬を出産し、後に競走馬としてデビューを果た。次年度はスリリングサンデーを種付けられたが、産駒を得られなかった。3年目、オーナーのこだわりから、再びオンファイアが選ばれ、2010年3月30日、ミホノブルボンなどを生産した原口圭二牧場を前身とするファニーフレンズファームにて本馬（ウキヨノカゼ）が生まれる。

### 幼駒時代
当時の牧場では、同世代のワイルドラッシュ産駒に期待が集まっていたが、中期育成のためにスマイルファームに移動してからは格段に良化し、ウキヨノカゼの方が目立つようになった。牧場では怪我や病気とは無縁で健康で、強い力を持ち、かつ手がかからず悪いこともしない馬であったという。育成をこなしたのち、美浦トレーニングセンター所属で、母の新馬戦に騎乗し勝利を挙げた菊沢隆徳調教師の下に預けられる。

### 競走馬時代

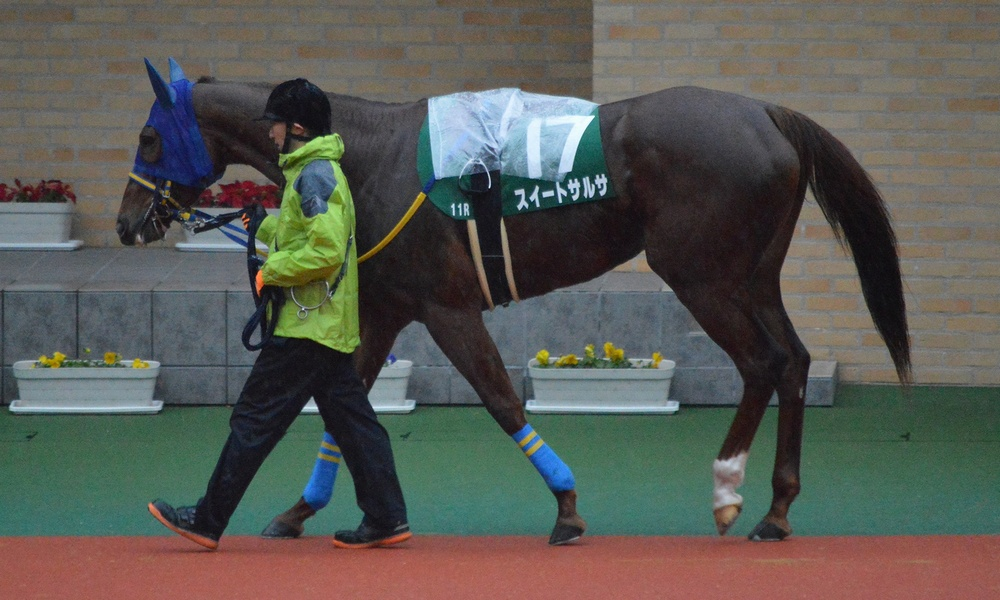
スイートサルサとは新馬戦から4回連続顔を合わせた。

2012年11月4日、東京競馬場の新馬戦（芝1600メートル）に、短期騎手免許で中央競馬に騎乗中だったフランス所属のイオリッツ・メンディザバルを鞍上にデビュー。単勝オッズ50.7倍の10番人気という評価で出走することになった。後方から最後の直線に進入、逃げ先行集団を外から差し切り、後続のスイートサルサなどと差を広げ勝利、新馬戦勝利を果たした。メンディザバルは「（ゲートを）ジャンプして出ることを利用して、うまく中団につけられた。ステッキに反応して長く脚を使ってくれた」と振り返っている。
2013年1月12日、重賞初出走となるフェアリーステークス（GIII）に横山典弘を鞍上に出走。逃げ粘るクラウンロゼとサンブルエミューズを馬場の外側から捉えようとしたもののクラウンロゼにアタマ差及ばず、2着に敗れた。菊沢は「予想以上に中山（競馬場）のコースをこなした、距離は延びても大丈夫。」と評価した。続いて、2月9日のクイーンカップ（GIII）にウィリアム・ビュイックに乗り替わって参戦、単勝オッズ8.3倍の4番人気に推された。好位の4番手で追走し、そのまま最後の直線に入ると、馬場の外側から進出。逃げるジーニマジックを差し切り、後方から追い込んだスイートサルサ、イリュミナンスを振り切って勝利、重賞初制覇を果たした。なお、この勝利によりビュイックはJRA重賞初制覇、菊沢は厩舎開業後初めて平地重賞を勝利し、また騎手時代、1998年にエイダイクインで勝利していることから、騎手、調教師二つの立場での同一重賞勝利となった。
陣営は、桜花賞（GI）のトライアル競走に出走せず、桜花賞に直行する予定で調整が進められていた。しかし、クイーンカップから疲労を十分に回復することができず、桜花賞出走を断念。代わって優駿牝馬（オークス）を目標とすることとなった。千葉県香取市の下総トレーニングセンターにて優駿牝馬出走へ調整が進められた。ところが左前の脚部不安のため断念し、結果的に春の出走は叶わず、全休となった。その後も脚部不安を引きずり、休養中に1600万円以下への降級した。そのまま繁殖牝馬として競走馬引退という選択肢もあったが現役を続行し、復帰は前走から1年9か月後の2014年11月15日、ユートピアステークス（1600万円以下）で、10着となった。
復帰後、2ケタ着順での入線が続き、勝利を挙げることができなかった。しかし、7月4日の函館競馬場、TVh杯（1600万円以下）に出走。後方待機から最終コーナーで馬群の一番外（大外）を通って追い込み、出走12頭中単勝10番人気という低評価ながら勝利、オープンクラスに再び昇格することとなった。レースに騎乗した四位洋文は「かわすときの一瞬の脚がよかった」と評価している。約2か月後の8月30日、同じ北海道の札幌競馬場、キーンランドカップ（GIII）に、単勝オッズ29.1倍の8番人気という評価で出走した。最後方の位置で進み、第3コーナーからまくって最後の直線に入ると、先頭に立って内の先行勢と差を広げ、外から追い上げてくるトーホウアマポーラなどを封じて勝利、2年ぶりの重賞勝利で重賞2勝目を達成した。また四位は前週の札幌記念（GII、優勝馬:ディサイファ）に続く2週連続重賞勝利を果たし、「仕掛けてからの反応がすごくて驚きました」と評した。

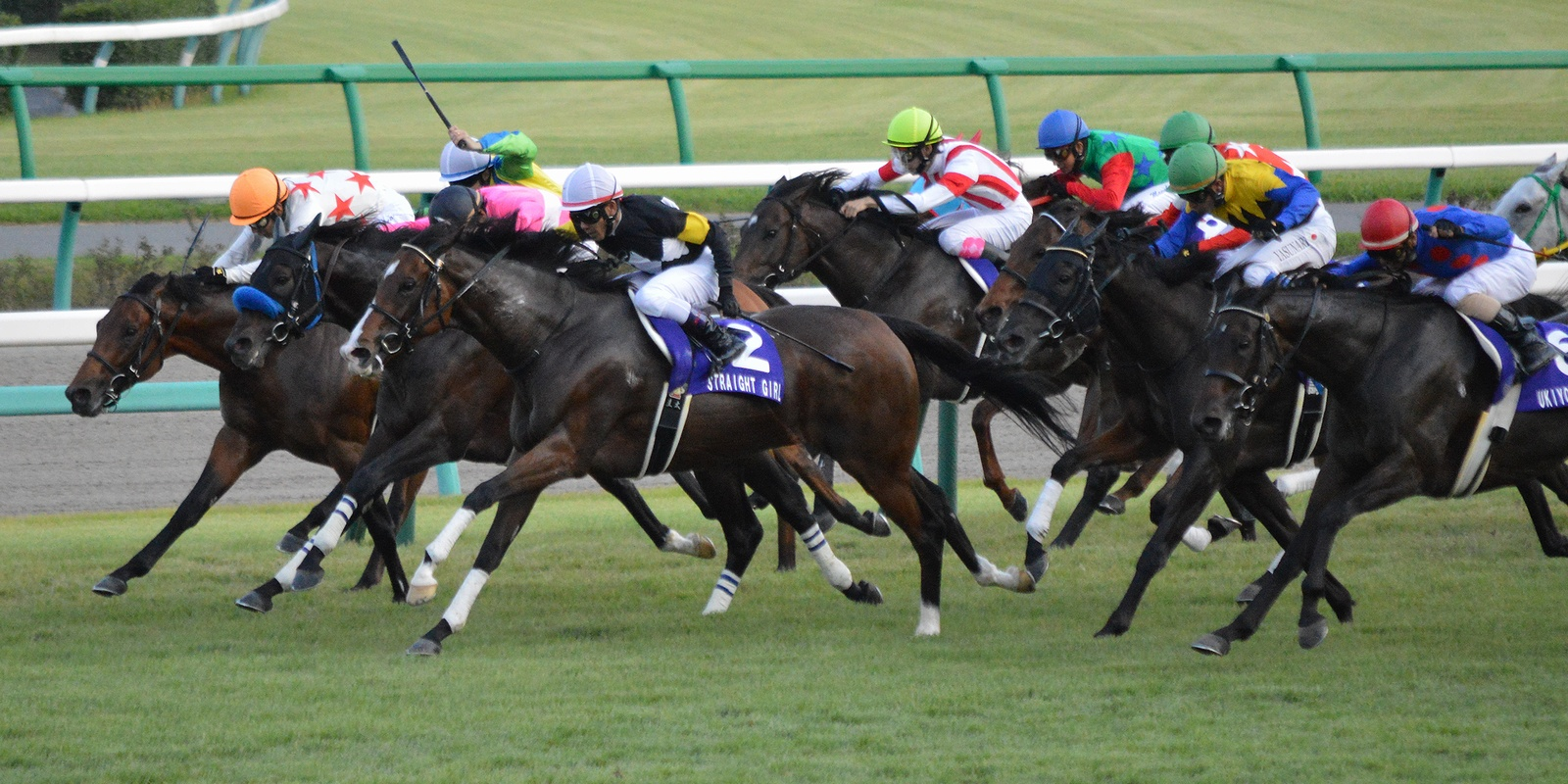
初出走のGIで3着となったウキヨノカゼ（右端赤帽）。

10月4日、優先出走権を得た身で臨んだスプリンターズステークス（GI）に参戦、単勝オッズ19.6倍の9番人気の評価でGI初出走となった。道中では後方の位置し、最後の直線に入って大外から追い込んだ。ストレイトガールが先に抜け出して1位入線を果たし勝利する中、その後方で上がり3ハロンメンバー中最速の32秒8で追い上げ、ミッキーアイル、ウリウリなどを外から差し切り、ストレイトガールに0.2秒、4分の3馬身とクビ差離された3着となった。
6歳となった2016年は、新設重賞ターコイズステークスで4着が目立つ程度で、未勝利に終わる。下位での入線が続く中、7歳となって3戦目、2017年4月22日の福島牝馬ステークス（GIII）に吉田隼人が初めて騎乗し参戦。単勝オッズ6.7倍の3番人気に推されての出走となった。後方から進み、最後の直線で外から追い込むと、馬場の内で粘るクロコスミア、デンコウアンジュをかわして進出。さらに、先に抜け出していたクインズミラーグロ、フロンテアクイーンを決勝線手前でかわして勝利、2着となったフロンテアクイーンにクビ差の決着で、重賞3勝目、1年8か月ぶりの勝利となり、ヴィクトリアマイルの優先出走権を獲得した。吉田は「（最後の）直線で前が壁になるロスがあったが、きっちりと差し切ってくれた。」とし、「7歳には見えないくらいフレッシュ」と評した。
優先出走権を得た身で臨んだ5月14日のヴィクトリアマイル（GI）では他馬との接触も影響し9着に敗れ、以降勝利を挙げることができなかった。11月12日のエリザベス女王杯（GI）にて、勝利したモズカッチャンから1.9秒離された18着、最下位となったのを最後に、競走馬を引退。11月16日付でJRAの競走馬登録を抹消した。

## 競走成績
以下の内容は、netkeiba.comの情報に基づく。
| 競走日     | 競馬場 | 競走名             | 格       | 距離（馬場）  | 頭 数 | 枠 番 | 馬 番 | オッズ （人気） | 着順 | タイム （上り3F） | 着差 | 騎手              | 斤量 [kg] | 1着馬（2着馬）         | 馬体重 [kg] |
| ---------- | ------ | ------------------ | -------- | ------------- | ----- | ----- | ----- | --------------- | ---- | ----------------- | ---- | ----------------- | --------- | ---------------------- | ----------- |
| 2012.11.04 | 東京   | 2歳新馬            |          | 芝1600m（良） | 18    | 8     | 17    | 050.7（10人）   | 01着 | R1:35.6（34.1）   | -0.4 | 0I.メンディザバル | 54        | （イヴピアジェ）       | 490         |
| 2013.01.12 | 中山   | フェアリーS        | GIII     | 芝1600m（良） | 16    | 6     | 11    | 021.50（5人）   | 02着 | R1:34.7（34.8）   | -0.0 | 0横山典弘         | 54        | クラウンロゼ           | 492         |
| 0000.02.09 | 東京   | クイーンC          | GIII     | 芝1600m（良） | 15    | 8     | 15    | 008.30（4人）   | 01着 | R1:34.6（33.7）   | -0.0 | 0W.ビュイック     | 54        | （スイートサルサ）     | 484         |
| 2014.11.15 | 東京   | ユートピアS        | 1600万下 | 芝1600m（良） | 18    | 4     | 8     | 018.10（6人）   | 10着 | R1:33.1（35.0）   | -1.0 | 0田辺裕信         | 55        | スイートサルサ         | 490         |
| 0000.12.21 | 阪神   | 元町S              | 1600万下 | 芝1600m（稍） | 15    | 2     | 3     | 032.8（10人）   | 13着 | R1:36.9（37.3）   | -1.1 | 0田辺裕信         | 55        | ヴァンセンヌ           | 484         |
| 2015.02.21 | 東京   | 初音S              | 1600万下 | 芝1600m（良） | 15    | 5     | 10    | 014.60（5人）   | 09着 | R1:34.7（34.4）   | -0.5 | 0横山典弘         | 55        | ウエスタンメルシー     | 484         |
| 0000.03.14 | 阪神   | うずしおS          | 1600万下 | 芝1400m（良） | 16    | 7     | 13    | 026.00（9人）   | 10着 | R1:22.8（35.9）   | -0.8 | 0竹之下智昭       | 55        | コナブリュワーズ       | 484         |
| 0000.07.04 | 函館   | TVh杯              | 1600万下 | 芝1200m（良） | 12    | 3     | 3     | 036.9（10人）   | 01着 | R1:09.1（34.3）   | -0.0 | 0四位洋文         | 53        | （エポワス）           | 482         |
| 0000.08.30 | 札幌   | キーンランドC      | GIII     | 芝1200m（良） | 16    | 7     | 13    | 029.10（8人）   | 01着 | R1:08.6（33.5）   | -0.1 | 0四位洋文         | 54        | （トーホウアマポーラ） | 484         |
| 0000.10.04 | 中山   | スプリンターズS    | GI       | 芝1200m（良） | 15    | 3     | 6     | 019.60（9人）   | 03着 | R1:08.3（32.8）   | -0.2 | 0四位洋文         | 55        | ストレイトガール       | 478         |
| 2016.02.20 | 京都   | 京都牝馬S          | GIII     | 芝1400m（重） | 18    | 3     | 6     | 007.50（4人）   | 15着 | R1:24.2（36.1）   | -1.3 | 0四位洋文         | 55        | クイーンズリング       | 490         |
| 0000.03.27 | 中京   | 高松宮記念         | GI       | 芝1200m（良） | 18    | 1     | 2     | 042.5（12人）   | 13着 | R1:07.7（33.1）   | -1.0 | 0四位洋文         | 55        | ビッグアーサー         | 490         |
| 0000.05.15 | 東京   | ヴィクトリアマイル | GI       | 芝1600m（良） | 18    | 7     | 14    | 092.5（15人）   | 07着 | R1:32.3（33.4）   | -0.8 | 0四位洋文         | 55        | ストレイトガール       | 484         |
| 0000.12.17 | 中山   | ターコイズS        | 新設重賞 | 芝1600m（良） | 16    | 1     | 2     | 029.30（9人）   | 04着 | R1:33.9（34.8）   | -0.3 | 0横山典弘         | 56        | マジックタイム         | 484         |
| 2017.01.15 | 中山   | ニューイヤーS      | OP       | 芝1600m（良） | 16    | 2     | 4     | 012.50（6人）   | 09着 | R1:34.2（34.2）   | -0.7 | 0吉田豊           | 56        | マイネルアウラート     | 502         |
| 0000.03.12 | 中山   | 中山牝馬S          | GIII     | 芝1800m（良） | 16    | 5     | 10    | 028.5（10人）   | 06着 | R1:49.6（33.5）   | -0.2 | 0田辺裕信         | 55        | トーセンビクトリー     | 488         |
| 0000.04.22 | 福島   | 福島牝馬S          | GIII     | 芝1800m（良） | 16    | 3     | 6     | 006.70（3人）   | 01着 | R1:46.8（35.3）   | -0.0 | 0吉田隼人         | 54        | （フロンテアクイーン） | 482         |
| 0000.05.14 | 東京   | ヴィクトリアマイル | GI       | 芝1600m（稍） | 17    | 6     | 12    | 037.80（8人）   | 09着 | R1:34.5（33.4）   | -0.6 | 0吉田隼人         | 55        | アドマイヤリード       | 490         |
| 0000.08.13 | 新潟   | 関屋記念           | GIII     | 芝1600m（良） | 16    | 8     | 16    | 029.0（11人）   | 10着 | R1:32.7（32.8）   | -0.5 | 0吉田隼人         | 55        | マルターズアポジー     | 488         |
| 0000.09.10 | 中山   | 京成杯AH           | GIII     | 芝1600m（良） | 15    | 5     | 9     | 013.40（5人）   | 14着 | R1:33.7（35.1）   | -2.1 | 0横山典弘         | 55        | グランシルク           | 480         |
| 0000.11.12 | 京都   | エリザベス女王杯   | GI       | 芝2200m（良） | 18    | 7     | 14    | 264.2（18人）   | 18着 | R2:16.2（34.7）   | -1.9 | 0横山典弘         | 56        | モズカッチャン         | 480         |

## 引退後
競走馬登録を抹消し引退した後、北海道沙流郡日高町のスマイルファームにて繁殖牝馬となった。初年度はリオンディーズが交配され、2020年4月16日に初仔を出産した。
|       | 馬名               | 誕生年 | 性 | 毛色   | 父               | 厩舎                           | 馬主   | 戦績            | 出典   |
| ----- | ------------------ | ------ | -- | ------ | ---------------- | ------------------------------ | ------ | --------------- | ------ |
| 初仔  | ワレハカゼノコ     | 2020年 | 牡 | 鹿毛   | リオンディーズ   | 美浦・菊沢隆徳 →金沢・加藤和義 | 國分純 | 20戦5勝（現役） | [ 60 ] |
| 2番仔 | ウキヨノジナンボウ | 2021年 | 牡 | 黒鹿毛 | サトノクラウン   | 美浦・菊沢隆徳                 | 國分純 | 未出走（引退）  | [ 61 ] |
| 3番仔 | ウキヨノカゼの2024 | 2024年 | 牡 | 鹿毛   | シュヴァルグラン |                                |        |                 | [ 62 ] |

- 情報は2025年4月13日現在[63]

## エピソード
- 調教師の菊沢によると、ダート競走にも出走できるほどの牝馬としては逞しい筋肉を持っており[64]、歩様がガニ股[64]。また冬毛も盛んに生え見栄えが良くなかった[64]。そのため、暖かい夏の方が良いと評している[64]。

## 血統表
| ウキヨノカゼの血統              | ウキヨノカゼの血統                                     | ウキヨノカゼの血統    | （血統表の出典）      | （血統表の出典） |
| 父系                            | サンデーサイレンス系                                   | サンデーサイレンス系  | サンデーサイレンス系  | [ § 2 ]          |
| 父 オンファイア 2003 鹿毛       | 父の父*サンデーサイレンス Sunday Silence 1986 青鹿毛   | Halo                  | Hail to Reason        | Hail to Reason   |
| 父 オンファイア 2003 鹿毛       | 父の父*サンデーサイレンス Sunday Silence 1986 青鹿毛   | Halo                  | Cosmah                |                  |
| 父 オンファイア 2003 鹿毛       | 父の父*サンデーサイレンス Sunday Silence 1986 青鹿毛   | Wishing Well          | Understanding         | Understanding    |
| 父 オンファイア 2003 鹿毛       | 父の父*サンデーサイレンス Sunday Silence 1986 青鹿毛   | Wishing Well          | Mountain Flower       |                  |
| 父 オンファイア 2003 鹿毛       | 父の母*ウインドインハーヘア Wind in Her Hair 1991 鹿毛 | Alzao                 | Lyphard               | Lyphard          |
| 父 オンファイア 2003 鹿毛       | 父の母*ウインドインハーヘア Wind in Her Hair 1991 鹿毛 | Alzao                 | Lady Rebecca          |                  |
| 父 オンファイア 2003 鹿毛       | 父の母*ウインドインハーヘア Wind in Her Hair 1991 鹿毛 | Burghclere            | Busted                | Busted           |
| 父 オンファイア 2003 鹿毛       | 父の母*ウインドインハーヘア Wind in Her Hair 1991 鹿毛 | Burghclere            | Highclere             |                  |
| 母 アドマイヤダッシュ 2003 鹿毛 | 母の父フサイチコンコルド 1993 鹿毛                     | Caerleon              | Nijinsky II           | Nijinsky II      |
| 母 アドマイヤダッシュ 2003 鹿毛 | 母の父フサイチコンコルド 1993 鹿毛                     | Caerleon              | Foreseer              |                  |
| 母 アドマイヤダッシュ 2003 鹿毛 | 母の父フサイチコンコルド 1993 鹿毛                     | *バレークイーン       | Sadler's Wells        | Sadler's Wells   |
| 母 アドマイヤダッシュ 2003 鹿毛 | 母の父フサイチコンコルド 1993 鹿毛                     | *バレークイーン       | Sun Princess          |                  |
| 母 アドマイヤダッシュ 2003 鹿毛 | 母の母*シンコウエンジェル 1993 鹿毛                    | *オジジアン           | Damascus              | Damascus         |
| 母 アドマイヤダッシュ 2003 鹿毛 | 母の母*シンコウエンジェル 1993 鹿毛                    | *オジジアン           | High River            |                  |
| 母 アドマイヤダッシュ 2003 鹿毛 | 母の母*シンコウエンジェル 1993 鹿毛                    | A Kiss for Luck       | A Kiss for Luck       | A Kiss for Luck  |
| 母 アドマイヤダッシュ 2003 鹿毛 | 母の母*シンコウエンジェル 1993 鹿毛                    | A Kiss for Luck       | Painted Flag          |                  |
| 母系(F-No.)                     | (FN:3-d)                                               | (FN:3-d)              | (FN:3-d)              | [ § 3 ]          |
| 5代内の近親交配                 | Northern Dancer 5×5･5                                  | Northern Dancer 5×5･5 | Northern Dancer 5×5･5 | [ § 4 ]          |
| 出典                            | 1. 2. 3. 4.                                            | 1. 2. 3. 4.           | 1. 2. 3. 4.           | 1. 2. 3. 4.      |

- 母アドマイヤダッシュの
  - 半兄に、2004年の名古屋グランプリ（JpnII）勝利のワイルドソルジャー（父:ブロッコ（英語版））[67][68]。
  - 半弟に、2014年の名古屋大賞典（JpnIII）勝利のダノンカモン（父:シンボリクリスエス）[67][69]。
  - 半妹に、2012年の阪神牝馬ステークス（GII）勝利のクィーンズバーン（父:スペシャルウィーク）[67][70]。